# Campeonato Nacional da II Divisão de Andebol
O Campeonato Nacional da II Divisão é o terceiro escalão do andebol masculino português, sendo uma competição profissional de andebol em Portugal.
A partir da época de 2023–24 a competição que era de 2º nível passou a ocupar o 3º escalão da competição de Andebol com a introdução de um novo patamar chamado de Divisão de Honra. Com a introdução da Divisão de Honra o 1º e 2º classificado do Segunda Divisão sobem para essa liga enquanto os últimos dois classificados de cada uma das 3 zonas descem na mesma para a Terceira Divisão.

## Campeões
| Campeonato Nacional da II Divisão                                          | Campeonato Nacional da II Divisão | Campeonato Nacional da II Divisão | Campeonato Nacional da II Divisão |
| Época                                                                      | Campeão                           | 2º lugar                          | 3º lugar                          |
| -------------------------------------------------------------------------- | --------------------------------- | --------------------------------- | --------------------------------- |
| 2024–25                                                                    |                                   |                                   |                                   |
| 2023–24                                                                    | Arsenal da Devesa                 | Sporting CP B                     | AC Fafe                           |
| Segunda Divisão passa a ser o 3º escalão com a criação da Divisão de Honra |                                   |                                   |                                   |
| 2022–23                                                                    | Vitória SC                        | Dom Fuas AC                       | Boa-Hora                          |
| 2021–22                                                                    | Académico de Viseu                | Santo Tirso                       | Vitória SC                        |
| 2020–21                                                                    | Xico Andebol (4)                  | São Bernardo                      | Académico de Viseu                |
| 2019–20                                                                    | Póvoa AC e AD Sanjoanense         | Póvoa AC e AD Sanjoanense         |                                   |
| 2018–19                                                                    | FC Gaia (2)                       | Boavista FC                       | FC Porto B                        |
| 2017–18                                                                    | Sporting da Horta                 | CCR Fermentões                    | AD Sanjoanense                    |
| 2016–17                                                                    | São Bernardo                      | Xico Andebol                      |                                   |
| 2015–16                                                                    | Boa-Hora                          | Arsenal                           |                                   |
| 2014–15                                                                    | AC Fafe (2)                       | Artística de Avanca               |                                   |
| 2013–14                                                                    | Xico Andebol (3)                  | Santo Tirso                       |                                   |
| 2012–13                                                                    | NAAL Passos Manuel                | Maia-ISMAI                        |                                   |
| 2011–12                                                                    | Artística de Avanca (2)           | CDE Camões                        |                                   |
| 2010–11                                                                    | AC Fafe                           | Maia-ISMAI                        |                                   |
| 2009–10                                                                    | São Mamede (3)                    | Colégio Fontes                    |                                   |
| 2008–09                                                                    | ISAVE                             |                                   |                                   |
| 2007–08                                                                    | CDE Camões (2)                    |                                   |                                   |
| 2006–07                                                                    | CDE Camões                        |                                   |                                   |
| 2005–06                                                                    | Empregados do Comércio Santarém   |                                   |                                   |
| 2004–05                                                                    | Artística de Avanca               |                                   |                                   |
| 2003–04                                                                    | Académica de Leiria               |                                   |                                   |
| 2002–03                                                                    | IFC Torrense                      |                                   |                                   |
| 2001–02                                                                    | Juventude Lis                     |                                   |                                   |
| 2000–01                                                                    | CCR Alto do Moinho                |                                   |                                   |
| 1999–00                                                                    | FC Gaia                           |                                   |                                   |
| 1998–99                                                                    | Águas Santas                      |                                   |                                   |
| 1997–98                                                                    | São Bernardo (2)                  |                                   |                                   |
| 1996–97                                                                    | Almada Atlético (5)               |                                   |                                   |
| 1995–96                                                                    | Académico do Funchal              |                                   |                                   |
| 1994–95                                                                    | Almada Atlético (4)               |                                   |                                   |
| 1993–94                                                                    | São Mamede (2)                    |                                   |                                   |
| 1992–93                                                                    | AD Fafe                           |                                   |                                   |
| 1991–92                                                                    | Coelima                           |                                   |                                   |
| 1990–91                                                                    | Clube TAP (2)                     |                                   |                                   |
| 1989–90                                                                    | Illiabum                          |                                   |                                   |
| 1988–89                                                                    | Boavista                          |                                   |                                   |
| 1987–88                                                                    | Académica Coimbra                 |                                   |                                   |
| 1986–87                                                                    | Francisco de Holanda (2)          |                                   |                                   |
| 1985–86                                                                    | Clube TAP                         |                                   |                                   |
| 1984–85                                                                    | Francisco de Holanda              |                                   |                                   |
| 1983–84                                                                    | São Bernardo                      |                                   |                                   |
| 1982–83                                                                    | ABC Braga                         |                                   |                                   |
| 1981–82                                                                    | AD Sanjoanense                    |                                   |                                   |
| 1980–81                                                                    | Vitória Setúbal                   |                                   |                                   |
| 1979–80                                                                    | Caselas                           |                                   |                                   |
| 1978–79                                                                    | Atlético da Encarnação            |                                   |                                   |
| 1977–78                                                                    | Sporting Espinho                  |                                   |                                   |
| 1976–77                                                                    | CRC Caramão                       |                                   |                                   |
| 1975–76                                                                    | FC Maia                           |                                   |                                   |
| 1974–75                                                                    | São Mamede                        |                                   |                                   |
| 1973–74                                                                    | Beira-Mar                         |                                   |                                   |
| 1972–73                                                                    | Clube BES                         |                                   |                                   |
| 1971–72                                                                    | Atlético CP                       |                                   |                                   |
| 1970–71                                                                    | Não disputada                     | Não disputada                     |                                   |
| 1969–70                                                                    | Almada Atlético (3)               |                                   |                                   |
| 1968–69                                                                    | Almada Atlético (2)               |                                   |                                   |
| 1967–68                                                                    | Almada Atlético                   |                                   |                                   |
| 1966–67                                                                    | C.A. Campo de Ourique             |                                   |                                   |